# Caso Bridgeman Art Library Ltd. contra Corel Corporation
O caso de Bridgeman Art Library Ltd. contra Corel Corporation, 36 F.Supp.2d 191 (S.D.N.Y. 1999) foi um processo julgado pelo Tribunal do Sul de Nova Iorque, que estabeleceu que as cópias fotográficas exactas de imagens em domínio público não poderiam ser protegidas por copyright, porque carecerem de originalidade. Incluindo quando se requer um grande desempenho de habilidade, experiência ou esforço para obter cópias com exactidão, é um processo que carece de originalidade, a qual é o elemento chave para reclamar copyright sob a legislação dos Estados Unidos. A decisão aplica-se somente a imagens bidimensionais como as pinturas.
Vários tribunais federais seguiram a resolução do caso Bridgeman, ainda todavia estar pendente de ser confirmada especificamente pela Suprema Corte dos Estados Unidos. No entanto, a sentença judicial da Corte no caso Feist contra Rural, na qual não se admite explicitamente a dificuldade do trabalho ou o gasto monetário na obtenção de copyright, (em inglês «copyrightability»), parece dar suporte ao raciocínio subjacente ao caso Bridgeman.